# Алтай (песня)
«Алта́й» (также — «Мой край») — песня Михаила Евдокимова, вышедшая в 2001 году.

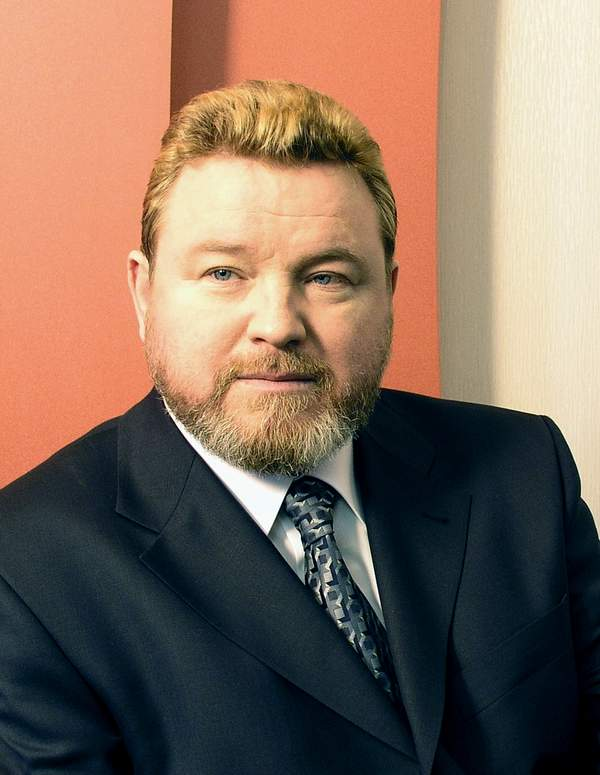
Михаил Евдокимов

Музыка Олега Иванова. Автор текста: Евгений Борисович Скворешнев (Скворцов).

## История
Впервые Евдокимов исполнил эту песню в 2001 году и на протяжении 4 лет пел её. Также Евдокимов спел эту песню в последнем в своей жизни концерте в селе Верх-Обском 31 июля 2005 года. Эта песня звучала во время церемонии прощания с Евдокимовым во Дворце спорта 9 августа 2005 года и во время поминальной службы на следующий день.
Песня является неофициальным гимном хоккейной команды «Алтай» и звучит перед каждой домашней игрой.
Долгое время ошибочно, в том числе на дисках с записью этой песни, был неправильно указан автор слов песни — Борис Бартосевич. На самом деле, по словам автора музыки Олега Иванова, автором песни является новосибирский поэт Евгений Скворешнев (Скворцов).
Официальное зарегистрированное название этой песни — «Мой край», название «Алтай» также зафиксировано в реестре произведений российских правообладателей, но является «народным», неофициальным.